# Agrotis turatii
Agrotis turatii är en fjärilsart som beskrevs av Standfuss 1888. Agrotis turatii ingår i släktet Agrotis och familjen nattflyn. Inga underarter finns listade i Catalogue of Life.